# Alfred Rosenberg
Alfred Ernst Rosenberg (tiếng Nga: Альфред-Эрнст Вольдемарович Розенберг, đã Latinh hoá: Al'fred-Ernst Vol'demarovich Rozenberg, 12/01/1893 - 16/10/1946) là người Đức Baltic, nhà lý luận và tư tưởng có ảnh hưởng của Đảng Quốc xã Đức .
Rosenberg lần đầu tiên được Dietrich Eckart giới thiệu với Adolf Hitler, và sau đó giữ một số chức vụ quan trọng trong chính phủ Đức Quốc xã, ở hàng Reichsleiter chỉ dưới quyền Hitler.
Là tác giả của một tác phẩm tinh túy của hệ tư tưởng Đức quốc xã, "Huyền thoại thế kỷ XX (1930), Rosenberg được coi là một trong những tác giả chính của các tín ngưỡng tư tưởng chủ nghĩa quốc xã, bao gồm lý thuyết chủng tộc, bức hại người Do Thái, thuyết về "không gian sống" (Lebensraum) cho người Đức, bãi bỏ Hiệp ước Versailles, và phản đối những gì được coi là nghệ thuật hiện đại "suy đồi".
Ông cũng được biết đến với sự chối bỏ Kitô giáo Roma , và đóng một vai trò quan trọng trong sự phát triển ra Kitô giáo tích cực của Đức Quốc xã .
Với tư cách là Bộ trưởng Bộ Đế chế cho các lãnh thổ phía đông bị chiếm đóng (RMfdbO), ông đã theo đuổi Chính sách phương đông của mình, thực hiện dự án Đức hóa các vùng lãnh thổ phía đông bị chiếm đóng, đồng thời với Holocaust tiêu diệt có hệ thống người Do Thái.
Rosenberg đã bị truy tố tại Tòa án Nürnberg, bị kết án tử hình và bị xử tử bằng treo cổ vì tội ác chiến tranh và tội ác chống lại loài người.

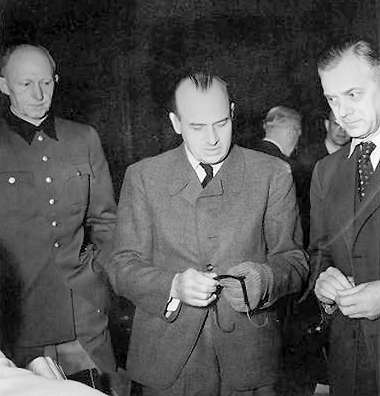
Rosenberg (phải) tại phiên tòa Nuremberg, với Hans Frank (giữa) và Alfred Jodl
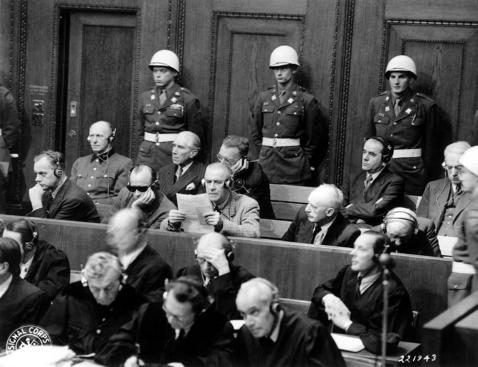
Phòng xử án năm 1946: Rosenberg ở hàng trước, bên trái
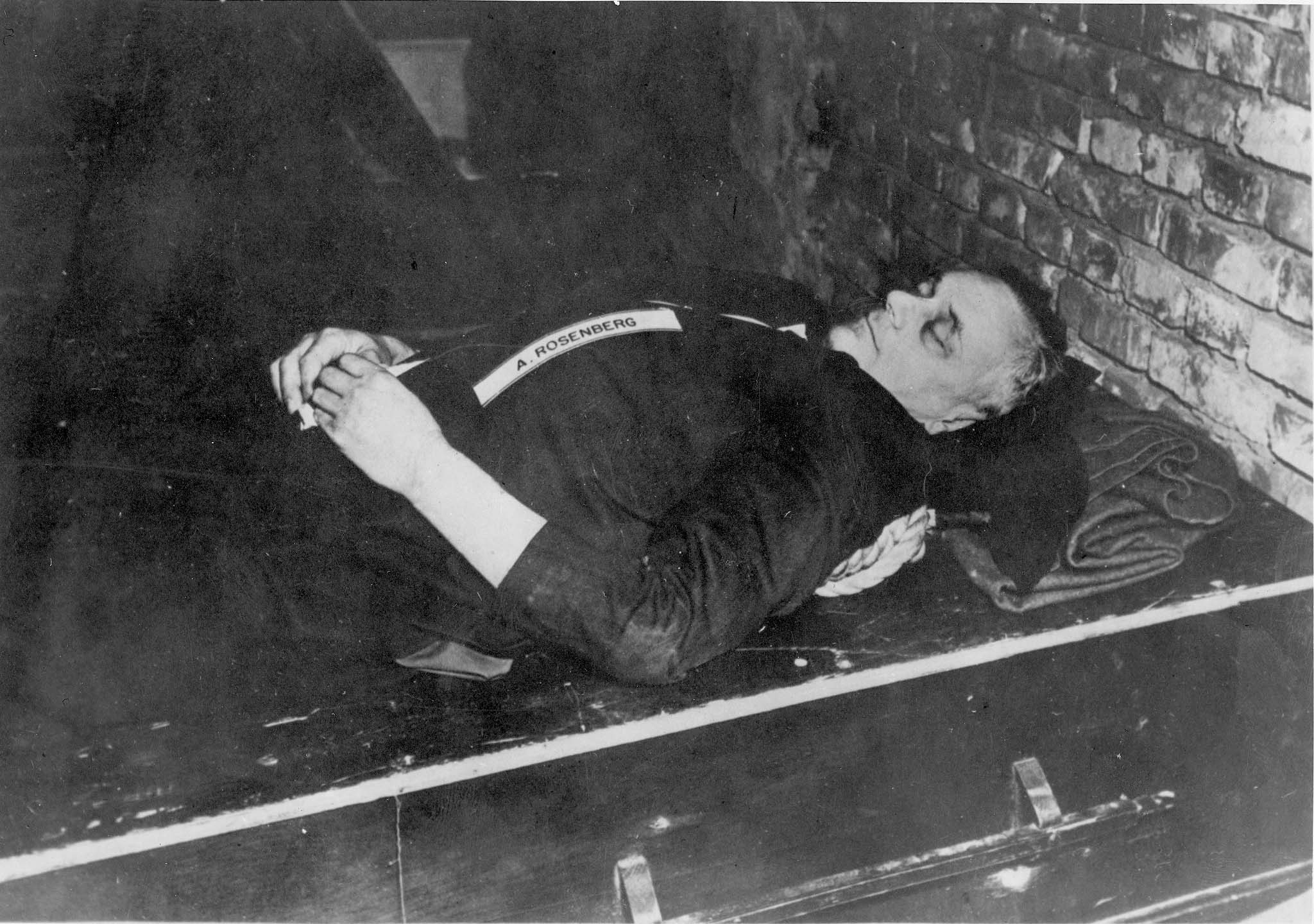
Rosenberg sau khi xử tử